# Chiesa di San Serafino da Montegranaro
La chiesa di San Serafino da Montegranaro è un luogo di culto, ubicato nel quartiere di Borgo Solestà di Ascoli Piceno.
È chiamata anche chiesa dei Cappuccini perché affidata ai Frati minori Cappuccini nel 1569.

## Storia e descrizione

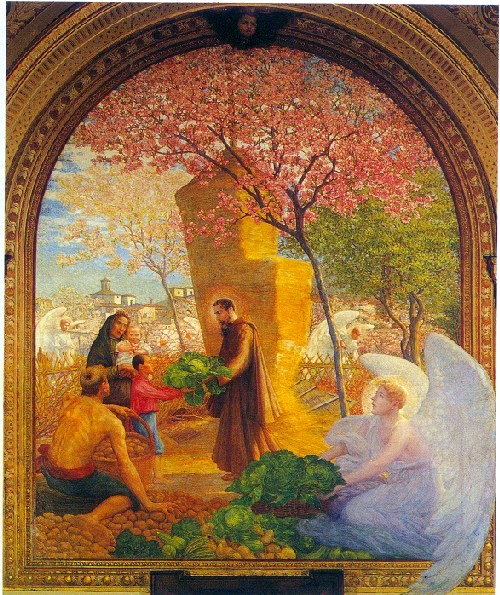
Chiesa di San Serafino, Miracolo dei cavoli, di Augusto Mussini.

La primitiva chiesa, fondata insieme con l'annesso monastero benedettino nell'VIII secolo sotto l'episcopato di Iustolfo, fu denominata Santa Maria in Solestano (Solestà). Dopo aver ospitato vari Ordini religiosi, tra cui i Minori Osservanti, che qui impiantarono la prima stamperia cittadina, da cui nel 1477 fu stampata la Cronaca di Sant'Isidoro, primo testo stampato ad Ascoli, passò nel 1569 sotto la gestione dei Frati Cappuccini. Nel 1590 vi giunse San Serafino da Montegranaro, che nel convento trascorse una parte sostanziosa della sua vita, sino alla morte avvenuta il 12 ottobre 1604. Dichiarato Beato da Benedetto XIII nel 1729, fu canonizzato da Clemente XIII nel 1767. Dal 1940 è sepolto nell'urna sotto l'altare maggiore.
 
L'edificio attuale, che andò a sostituire la chiesa medievale, risale ai lavori effettuati a partire dal 1771, successivamente alla canonizzazione del Santo. La facciata esterna è preceduta da un portico ad arcate, aggettante rispetto al corpo della chiesa, che presenta come unica decorazione la raffigurazione a bassorilievo in stucco, entro un ovale, del Santo titolare. L'ingresso alla chiesa è caratterizzato dal portale di impronta cinquecentesca, recante sull'architrave la seguente iscrizione: "PER PARVA AQUIRUNTUR MAGNA" ("Attraverso le piccole cose si acquistano le grandi"). Nei pressi della zona absidale di sinistra è il campanile, unico elemento superstite della chiesa medievale.
L'interno si presenta con un'unica navata su cui si aprono delle cappelle laterali, le cui pale d'altare sono opera della metà del XX secolo del pittore Oscar Marziali. In corrispondenza della prima cappella del lato sinistro è il monumento a Luigi e Marianna Marcatili (1853), realizzato in stile neoclassico da Giorgio Paci, caratterizzato dalle due grandi figure a grandezza naturale rappresentanti i due committenti. Lungo le pareti della navata sono collocate altre tre memorie funebri marmoree realizzate in stile neoclassico e purista: quella in onore di Giampietro Siliquini (1822), di Domenico Paci, in stile neoclassico, quelle in onore di Chiara Marcatili Salvati (1857) e di Cristina Peslauser Malaspina (1859), in stile purista, realizzate da Giorgio Paci.
L'area presbiteriale è interamente caratterizzata da un ciclo di affreschi, realizzato dall'artista Augusto Mussini. Le opere, iniziate nel 1903 e completate in varie fasi nel 1915, rappresentano, nelle scene sulle pareti, il percorso di vita di San Serafino da Montegranaro e mettono in risalto l'originalità, la poeticità e la forza dei colori. Le prime due scene rappresentano la Vocazione e La morte di San Serafino, rappresentanti dunque il primo e l'ultimo episodio della vita del Santo. Le due scene parietali che affiancano l'altare maggiore raffigurano invece Il culto dei fiori e Il miracolo dei cavoli, entrambe ambientate nell'orto del convento e di cui si riconoscono sullo sfondo scorci della città antica.
La decorazione della volta è suddivisa in due settori: nel sottarco più prossimo alla navata è rappresentata allegoricamente una visione divina, costituita da un punto luminoso da cui si irradiano fasci iridescenti; la volta a crociera posta sulla linea verticale dell'altare maggiore è caratterizzata dalla rappresentazione allegorica delle Virtù Cardinali su ciascuna delle vele.
L'altare maggiore, costituito da una sorta di retablo in legno dall'altezza quasi pari all'intera parete di fondo, è caratterizzato dalla pala centrale raffigurante l'Ascensione di Cristo (1918), ultima opera del Mussini, sulla quale egli lavorò fino agli ultimi giorni della sua vita. Ai lati sono le tavole raffiguranti il Beato Benedetto da Urbino e Bernardo da Offida, anch'esse del Mussini.
Lo stile di tale affreschi si inserisce pienamente nell'Eclettismo di inizio Novecento, spaziando dallo stile floreale con accenti divisionisti, ai richiami michelangioleschi, soprattutto nella forza anatomica di molte delle figure rappresentate. L'utilizzo di tali linguaggi rappresenta pertanto una novità, poiché nel ciclo ascolano il pittore decide di abbandonare lo stile accademico, ritenuto più proprio per la pittura sacra, e manifestano anche l'inventiva dell'artista, grazie ad alcune soluzioni formali innovative inserite dall'artista in questo ciclo.
Il vasto complesso conventuale è la parte dove maggiori sono le stratificazioni delle varie epoche. Evidenti sono gli interventi del periodo quattrocentesco, a cominciare dal chiostro, ad un ordine di arcate, con pozzo centrale. Nella sala adiacente all'ingresso principali si conserva una tela con I tre Santi Francescani, San Francesco, Sant'Antonio da Padova e San Bonaventura, dipinta nei primissimi anni del Seicento da Andrea Lilli per il primo altare sinistro della precedente chiesa.. Nella stessa sala è ospitato il grande leggio in noce donato nel Settecento dalla famiglia Sgariglia. In un'altra sala sono disposte le restanti pale che fino al XVIII secolo erano ospitate in chiesa, tra cui quella del Muratori, collocata sull'altare maggiore. Il refettorio ospita invece, nella parete di fondo, la grande Ultima Cena, realizzata da Martino Bonfini nella prima metà del Seicento. 
In altri ambienti del convento sono infine ospitate alcune delle opere più interessanti del Mussini, dipinte nell'epoca del suo soggiorno come terziario francescano, quali ad esempio il Ritratto di padre Serafino Gavasci e l'intenso Ritratto in controluce.
Dalla chiesa proviene anche una tavola di Cola dell'Amatrice raffigurante il Beato Giacomo della Marca, del 1510 - 12 circa, oggi nella Galleria Nazionale di Urbino..
Attraverso una scala accessibile direttamente dal fondo della chiesa è possibile salire alla cosiddetta Cameretta di San Serafino, ambiente estremamente sobrio, dove il Santo spirò il 12 ottobre 1604 e dove è conservato il Ritratto di San Serafino, eseguito da Pietro Gaia e tradizionalmente considerato come il ritratto più fedele alle sue fattezze, essendo stato realizzato "dal vero".